# لینکلن (نیوهمپشایر)
لینکلن (به انگلیسی: Lincoln) شهری در ایالت نیوهمپشایر کشور ایالات متحده آمریکا است که جمعیت آن در سرشماری سال ۲۰۱۰ میلادی، ۹۹۳ نفر بوده‌است.